# Непотопляемые (фильм)
«Непотопляемые» (фр. Le Grand Bain) — комедия 2018 года от французского режиссёра Жиля Леллуша. В главных ролях — Матьё Амальрик, Гийом Кане, Бенуа Пульворд, Жан-Юг Англад, Виржини Эфира, Лейла Бехти, Марина Фоис, Филипп Катрин и Альбан Иванов. Фильм был впервые показан на Каннском кинофестивале.
Премьера фильма во Франции состоялась 24 октября. В российский прокат комедия вышла 8 ноября.

## Название
Оригинальное название фильма, «Le Grand Bain» (Большая ванна, Большое купание) явным образом претендует на то, чтобы поставить его в один ряд со знаменитыми комедиями: «Большая прогулка» (La Grande Vadrouille, 1965), «Большая стирка» (La Grande Lessive, 1968) и целым рядом чуть менее известных французских лент — «Большой испуг» (1964), «Большая касса» (1965), «Большие рты» (в советском прокате «Лужёные глотки», 1965) и др. — с аналогичными названиями.
Международное английское название — «Sink or Swim» («Или тони, или выплывай»).

## Сюжет
Восемь немолодых мужчин. У каждого свои проблемы: кто-то потерял работу, у кого-то сложности в семье, у кого-то шалит здоровье. У каждого своя депрессия, бороться с которой в одиночку нереально. И вот в маленьком провинциальном французском городке, где почти все всех знают, товарищи по несчастью постепенно сбиваются в маленькую компанию, в которой, пытаясь помочь себе, невольно помогают другим.
Так получилось, что их «мужским клубом» становится плавательный бассейн. Но заниматься бесплатно можно только в одной из секций, финансируемых муниципалитетом, а свободные места есть лишь в группе по очень экзотическому, не вполне понятному и даже несколько сомнительному виду спорта — мужскому синхронному плаванию.
Тренер Дельфина — алкоголичка со стажем, у которой прямо на глазах разваливается личная жизнь. Она начала пить, когда из-за тяжелейшей травмы партнёрши рухнула её спортивная карьера синхронистки международного уровня. Бывшая партнёрша по спортивному дуэту, Аманда, иногда подменяющая Дельфину на тренировках, после несчастного случая прикована к инвалидной коляске и, возможно, именно поэтому не склонна жалеть своих действительно жалких, но всё же относительно здоровых подопечных.
Чтобы сохранить финансирование, группе «для отчёта» нужен хоть какой-нибудь формальный результат, нужны пусть минимальные, но всё же достижения. И вот однажды на просторах Интернета мужчины обнаруживают сногсшибательную информацию — оказывается, по их виду спорта проводятся официальные соревнования. Вскоре в Норвегии пройдёт очередной чемпионат мира, и от Франции на него пока никто не заявлен.
Просто удивительно, чего может добиться коллектив настоящих мужчин, если у них в жизни появляется Большая Цель.

## В ролях
- Матьё Амальрик — Бертран
- Гийом Кане — Лоре
- Бенуа Пульворд — Маркус
- Жан-Юг Англад — Симон
- Виржини Эфира — Дельфин
- Лейла Бехти — Аманда
- Марина Фоис — Клер
- Филипп Катрин — Тьери
- Альбан Иванов — Базиль

## Производство
О съемках фильма «Непотопляемые» было впервые объявлено в феврале 2015 года. Соавторами сценария картины стали Жиль Леллуш, Ахмед Хамиди и Жюльен Ламброшини. Директором по производству был назначен Марк Фонтанель.

## Критика
Фильм был тепло принят критиками.
«Невероятно харизматичная игра актеров». Variety
«Непредсказуемая комедия, от которой публика определённо будет в восторге». Screen Daily
«Во Дворце фестиваля в Каннах своим фильмом творцы заставили зал смеяться ровно два часа… Леллушу удалось собрать в картине лучшую на сегодняшний день „сборную“ французских актеров, работающих в комедийном жанре». Российская газета

## Маркетинг
Оригинальный французский трейлер фильма «Непотопляемые» стал доступен к просмотру в июле 2018 года, его дублированная версия — в октябре.